# Белоротая замыкающаяся черепаха
Белоротая замыкающаяся черепаха (лат. Kinosternon leucostomum) — вид иловых черепах.

## Описание
Общая длина достигает 18 см. Карапакс имеет овальную форму. Краевые щитки очень узкие и длинные. Пластрон состоит из двух половинок, соединённых связкой. Передняя половинка образована тремя щитками: одним нечётным и парой симметричных. Когда черепаха втягивает голову в панцирь, эта часть поднимается, защищая её.
Карапакс коричнево-чёрного или чёрного цвета. Краевые щитки с более светлыми, желтоватыми краями. Пластрон жёлтый, иногда с красноватым рисунком. Роговой клюв жёлтый, с коричневым рисунком, края рта белые.

## Образ жизни
Хотя эта черепаха вполне комфортно чувствует себя на земле, она оказывает предпочтение жизни в лесных прудах, стоячих и медленно текущих водоёмах с большим количеством водной растительности. Активна ночью. Питается мелкими водными беспозвоночными и мясистыми частями водных растений.

## Размножение
Самки откладывают до 5 яиц на берегу водоёмов. Инкубационный период длится до 80 суток.

## Распространение
Обитает в южной Мексике, странах Центральной Америки, Колумбии, Эквадоре и Перу.

## Подвиды
Выделяют 2 подвида:
- Kinosternon leucostomum leucostomum Duméril, Bibron & Duméril, 1851
- Kinosternon leucostomum postinguinale Cope, 1887